# Điệp pháo
Điệp pháo hay Pháo điệp là loại hình khai cuộc thường chỉ bên đi sau sử dụng Pháo để giữ Tốt đầu khi bên đi trước chơi Pháo đầu.

## Giới thiệu
Điệp pháo là lối khai cuộc khá hiếm người sử dụng với nguyên lý là tấn công vào cánh biên thường dùng để bẫy đối phương và tạo ra bất ngờ, Nhưng nó có điểm yếu là kém phát triển quân trong khai cuộc, bởi thay vì lên Mã dữ Tốt đầu chắc chắn thì khai cuộc Điệp pháo lại dùng pháo để giữ Tốt làm cho các quân không được triển khai và phí mất nước đi trong nguyên lý khai cuộc cờ tướng.

## Các nước biến trong khai cuộc

### Tả pháo điệp

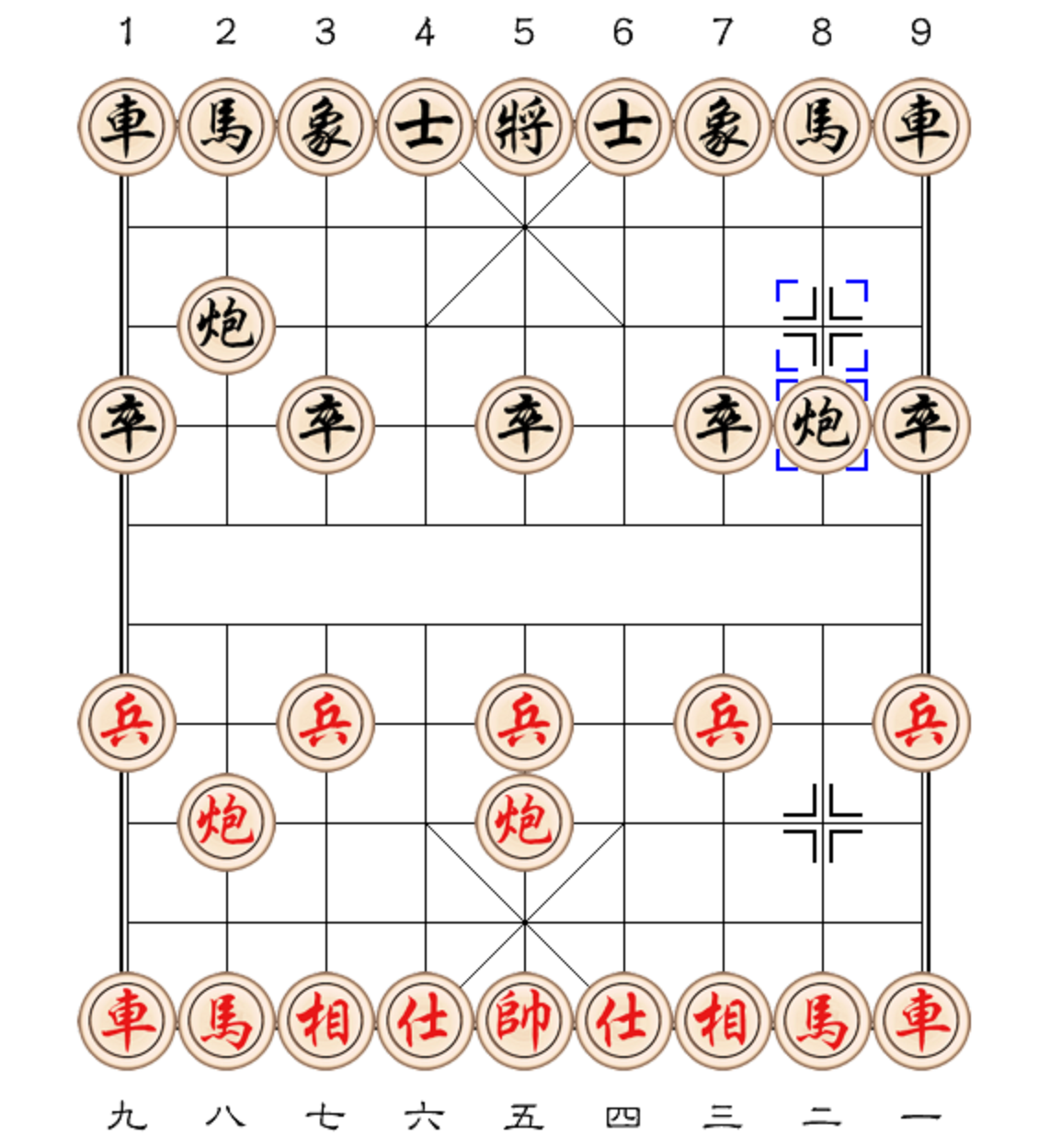
Tả pháo điệp

Bên đi sau tiến pháo một nước cùng cánh với quân pháo vừa di chuyển của bên đi trước thì gọi là Tả pháo điệp, Nước biến này mục đích có thể sử dụng uyên ương pháo để kìm hãm sự phát triển của quân Xe đối phương

### Hữu pháo điệp

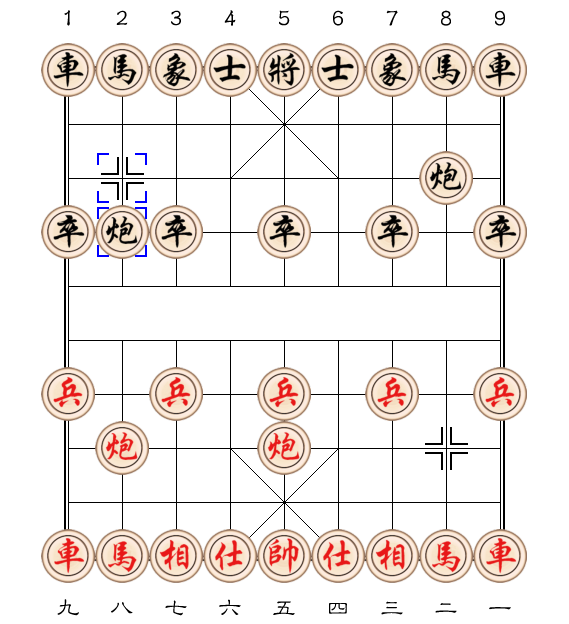
Hữu pháo điệp

Hữu pháo điệp là nước cờ tiến pháo khác cánh với quân pháo mà bên đi trước vừa di chuyển của bên đi trước một nước để bảo vệ tốt. Mục đích nước cờ này có thể đưa đối phương vào tình huống xa lạ hình cờ được chuẩn bị từ trước